# 赵家寺
赵家寺，位于中国青海省海东市乐都区引胜乡赵家寺村，为第五批青海省文物保护单位，公布日期为1988年9月15日，类型为古建筑。
赵家寺的历史年代为清。